# 사이먼 러스크
사이먼 에드워드 러스크(영어: Simon Edward Rusk, 1981년 12월 17일 ~ )는 현 축구 감독이자, 전직 프로 축구 선수이며 현재 사우샘프턴 U-21의 김독직을 맡고 있으며 UEFA 프로 라이센스를 보유하고 있다. 이전에 브라이튼 알비온 U23에서 지도자 역할을 맡았던 그는 최근 몇 년간 아론 코놀리, 스티븐 알자테, 솔리 마치 및 벤 화이트를 포함해 많은 젊은 재능을 브라이튼의 1군 선수로 성장시키는 일을 담당했었다. 선수시절 주 포지션은 미드필더였으며, 영국에서 태어난 그는 스코틀랜드 U18 국가대표팀에서 3번 출전했었다.

## 선수 경력

### 보스턴 유나이티드
케임브리지셔주의 피터버러 에서 태어난 러스크는 1995년 피터버러 유나이티드 FC의 유스 시스템 을 거치며 1999-2000 시즌 동안 케임브리지 시티 FC의 서던 풋볼 리그 프리미어 디비전에서 임대 생활을 보냈다. 그는 피터버러에서 방출된 후 2001년 3월 보스턴 유나이티드 FC와 FA 선수로 합류하였다.2001년 3월 동커스터 로버스 FC 와의 경기에서 클럽 데뷔전을 치렀다. 그는 2005년 12월 슈루즈베리 타운 FC와의 경기에서 레드 카드를 받기도 하였다. 그는 2006년 12월 무릎 부상으로 수술을 받았고, 크리스마스 이후까지 경기에 나서지 못 했다.

### 노스위치 빅토리아
그는 2007년 7월 2일 FA 선수로 노스위치 빅토리아에 입단하기 위해 보스턴을 떠났고, 전 보스턴 팀 동료인 닐 레드펀과 새 계약을 맺었다. 러스크는 엡스플리트 유나이티드 FC와의 2-1 패배로 노스위치에서 데뷔전을 기록했다. 2007년 9월 러스크는 클럽의 이적 명단에 올랐고 그 달 말에 러시드먼 다이아몬즈로 한 달간 임대로 합류했다.

### 요크 시티
본래는 그가 팀을 떠나기로 되어 있었지만, 1월 8일 자유 이적 조건으로 요크 시티와 1년 반 계약을 맺었다. 그는 1월 올더숏 타운과의 경기에서 팀의 2-0 승리로 데뷔했고 클럽에서 14번 출전하며 시즌을 마쳤다. 그는 8월 28일 토키 유나이티드 와의 1-1 무승부에서 내측 무릎 인대 부상을 입었고, 73분에 교체 되었다. 그9월 20일 솔즈베리 시티 와의 1-1 경기에서 복귀했다. 그는 11월 4일 콘퍼런스 리그컵 3라운드 에서 맨스필드 타운을 상대로 4-2 승부차기 승리를 거두며 요크에게 승부차기 결승골을 넣었고, 연장전 끝에 1-1로 승리했다. 그는 2009년 5월 9일 웸블리 스타디움 에서 열린 FA 트로피 결승전 에 출전했고 요크는 스테버니지 FC에게 2-0으로 패하였다. 그는 2008-09 시즌이 끝난 후 방출되었으며, 그 동안 그는 47경기에 출전하여 1골을 득점을 기록했다.

### 크롤리 타운
러스크는 2009년 5월 27일에 컨퍼런스 프리미어 팀 크롤리 타운 FC에 합류했다. 그는 맨스필드 타운 FC를 상대로 4-0으로 패한 경기에서 22분 교체 선수로 데뷔했다. 러스크는 클럽 첫 시즌 동안 정기적으로 출연하여 42 번 출전했으며 그 중 대부분은 라이트 백으로 출전했다. 그는 2010년 4월에 새로운 1년 계약을 제의받았고 5월에 새 계약을 체결하였다. 2011년 2월, 러스크는 크롤리 타운이 올드 트래포드에서 맨체스터 유나이티드에게 1-0으로 패한 FA컵 경기에서 81분 교체 되었다.
여러 심각한 부상으로 인해 그는 2010-11 시즌이 끝난 후 은퇴하여 잉글리시 풋볼 리그 첫 시즌을 앞두고 Crawley의 Center of Excellence에서 역할을 맡았다. 그는 2012년 3월 6일 브라이턴 & 호브 앨비언 FC의 유스팀 코치로 임명되어 클럽의 발전을 도우며, 18세 이하 팀을 관리하는 역할을 맡았다.

## 지도자 경력

### 브라이튼 앤 호브 알비온 U23
러스크는 2015년 3월 U-23팀의 수석 코치로 임명되어 U-18의 코치직에서 물러났다.
2016년 2월, 시즌이 끝날 때까지 1군 코치로 승진하여 퇴임하는 나단 존스를 대신하여 팀을 맡았다. 남은 시즌 16경기에서 골득실차 자동 승격을 놓쳐 챔피언십 3위를 확정지으면서 단 1패만을 기록했다.
프리미어리그 2가 현재 방식으로 개편된 첫해에 그는 브라이튼을 8위로 이끌었고 EFL 컵의 마지막에는 16위의 자리에 올랐다.
이듬해, 그의 팀은 플레이오프에서 이스톤 빌라를 2-0으로 이긴 후 처음으로 리그 3위를 기록하고 U-23 축구의 최고 수준인 프리미어리그 2 디비전 1로 승격했다.
2018-2019 시즌은 첫 6경기에서 무패 행진을 한 맨체스터 시티를 상대로 5-0 승리를 거두는 등의 인상적인 결과를 보여주면서 첼시, 리버풀, 토트넘, 웨스트햄을 포함한 기존 아카데미보다 높은 3위로 시즌을 마쳤다.
2019-20년 기존 스쿼드에서 다수의 주요 선수를 잃었음에도 불구하고 팀은 좋은 모습을 이어갔고 러스크의 관리하에 두 번째로 EFL 트로피의 녹아웃 단계에 도달했다.

### 스톡포트 카운티
2021년 1월 27일 러스크는 내셔널 리그 측 스톡포트 카운티의 감독으로 선임되었다. 2021년 10월 27일, 클럽은 러스크가 팀을 떠나게 되었다고 발표했다.

### 던디
2022년 2월 17일 러스크는 시즌이 끝날 때까지 스콧포트의 코치 마크 맥기 아래 스코티시 프리미어십 측 던디의 코치 자리로 부임하였다.. 그곳에서 단 한 번만의 승리로 팀이 강등된 후, 2022년 5월 러스크가 팀을 떠나 잉글랜드 FA에서 역할직을 수행할 것이라고 발표했다.

### 잉글랜드
2022년 5월 13일, 러스크는 잉글랜드 축구 국가대표팀의 국가대표 코치로 임명되었다. 2022년 8월 16일, 러스크가 잉글랜드 U-19 축구 국가대표팀의 감독직을 맡는 것이 확정되었다.